# ハンス・ペテル・モランド
ハンス・ペテル・モランド（Hans Petter Moland, 1955年10月17日 - ）は、ノルウェーの映画監督である。

## 来歴
オスロで生まれる。カンヌなどを含む多くの映画祭でコマーシャルで賞を獲った後、1993年に『Secondløitnanten』で長編映画監督デビューする。その後、『Kjærlighetens kjøtere』（1995年）、『Aberdeen』（2000年）、ベルリン国際映画祭のコンペティション部門で上映された『The Beautiful Country』（2004年）などを監督する。同じくスウェーデン出身の俳優で友人でもあるステラン・スカルスガルドとのコラボレーションでも知られ、『Kjærlighetens kjøtere』、『Aberdeen』、第60回ベルリン国際映画祭で金熊賞を争った『En ganske snill mann』（2010年）に出演している。
スカルスガルドとの4度目のコラボレーションとなった『ファイティング・ダディ 怒りの除雪車』（2014年）は第64回ベルリン国際映画祭のコンペティション部門でプレミア上映された。2019年にモランドは『ファイティング・ダディ 怒りの除雪車』の英語リメイクである『スノー・ロワイヤル』でハリウッドデビューを果たし、オリジナル版でスカルスガルドが演じた役はリーアム・ニーソンが引き受けた。

## 主なフィルモグラフィ
- Secondløitnanten (1993) 監督・脚本
- Kjærlighetens kjøtere (1995) 監督・脚本
- Aberdeen (2000) 監督・脚本
- Folk flest bor i Kina (2002) 監督
- De beste går først (2002) 短編、監督
- The Beautiful Country (2004) 監督
- En ganske snill mann (2010) 監督
- ファイティング・ダディ 怒りの除雪車 Kraftidioten (2014) 監督・製作総指揮
- 特捜部Q Pからのメッセージ Flaskepost fra P (2016) 監督
- スノー・ロワイヤル Cold Pursuit (2019) 監督
- Ut og stjæle hester (2019) 監督・脚本